# Rosa Henderson
Rosa Henderson, geboren als Rosa Deschamps  (Henderson (Kentucky), 24 november 1896 - New York, 6 april 1968) was een Amerikaanse vaudeville-entertainer en jazz- en blues-zangeres. Ze was in de jaren twintig en dertig een van de grote klassieke blueszangeressen en heeft platen opgenomen met onder meer Fletcher Henderson.
In 1913 begon ze haar loopbaan als vaudeville-entertainer, toen ze zich aansloot bij de circusshowgroep van haar oom, die in het zuiden van Amerika rondtoerde en optrad in tenten en op plantages, vooral in Texas. In 1918 ontmoette ze Douglas "Slim" Henderson, met wie ze trouwde en ging toeren in een show met John Mason. Begin jaren twintig vestigde het paar zich in New York, waar ze met de Mason-Henderson-groep optrad in grote theaters en zelf op eigen benen succes had in revues als de "Harlem Rounders Revue" (1927).
Vanaf 1923 maakte ze ook platen voor allerlei platenlabels die race-muziek (van 'zwarte' muzikanten) uitbrachten, waaronder Vocalion en Victor en allerlei kleinere labels. Ze nam vaudeville-nummers en bluessongs ("Penitentiary Bound Blues" en "Back Wood Blues") op, waarbij ze begeleid werd door verschillende groepen muzikanten, onder meer uit het orkest van Paul Whiteman, maar vooral uit de band van Fletcher Henderson die zelf steevast achter de piano zat. Onder de musici waren enkele mannen die grote namen in de jazz werden, zoals Don Redman, Coleman Hawkins, Fats Waller, Louis Metcalf, Bubber Miley en Rex Stewart (de laatste drie waren later actief voor Duke Ellington). De platen van Rosa Henderson verschenen onder haar eigen naam, maar ze gebruikte ook verschillende pseudoniemen, zoals Sally Ritz (op het label Banner), Flora Dale (op Domino), Josephine Thomas en Mamie Harris (op Perfect en Pathé). Al met al nam ze zo'n 92 nummers op.
Op het hoogtepunt van haar roem, in 1927, overleed haar man "Slim", een verlies waarvan ze nooit helemaal herstelde. Ze trad daarna nog een paar keer op, onder andere met John Mason, daarna trok ze zich terug uit de muziekwereld. Rond 1932 ging ze werken in een warenhuis in New York en zich richten op de opvoeding van haar dochter, die later ook in de showbusiness terechtkwam.
In 1951 keerde ze onverwacht terug in de platenstudio om voor Columbia opnames te maken met James P. Johnson.

## Discografie
- Complete Recorded Works, Vol. 1-4, Document Records, 1995
- The Essential, Classic Blues, 2001